# Rokycanské kuličky

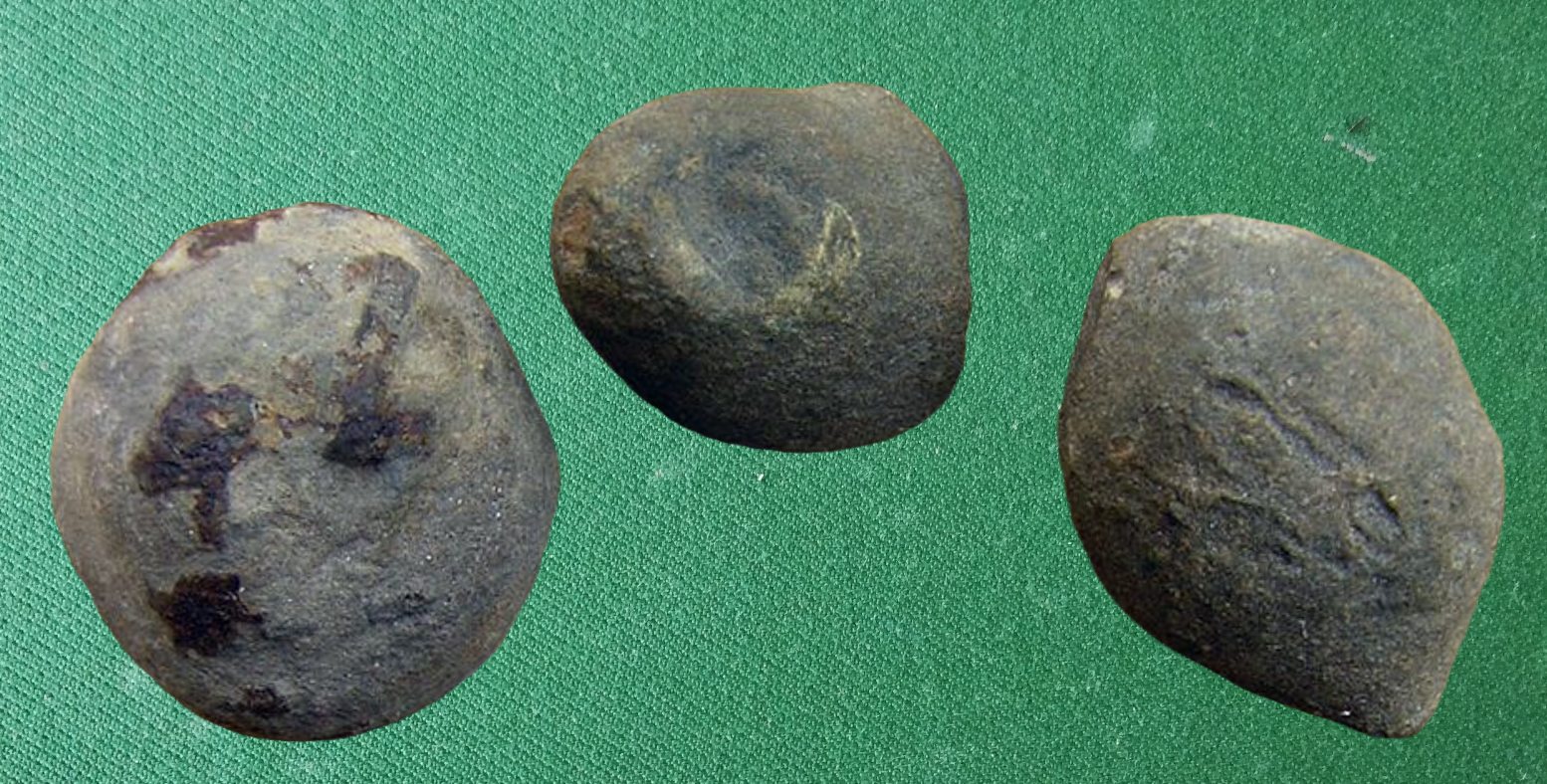
Nerozpůlené Rokycanské kuličky z lokalit: Holoubkov, Mýto, Těškov

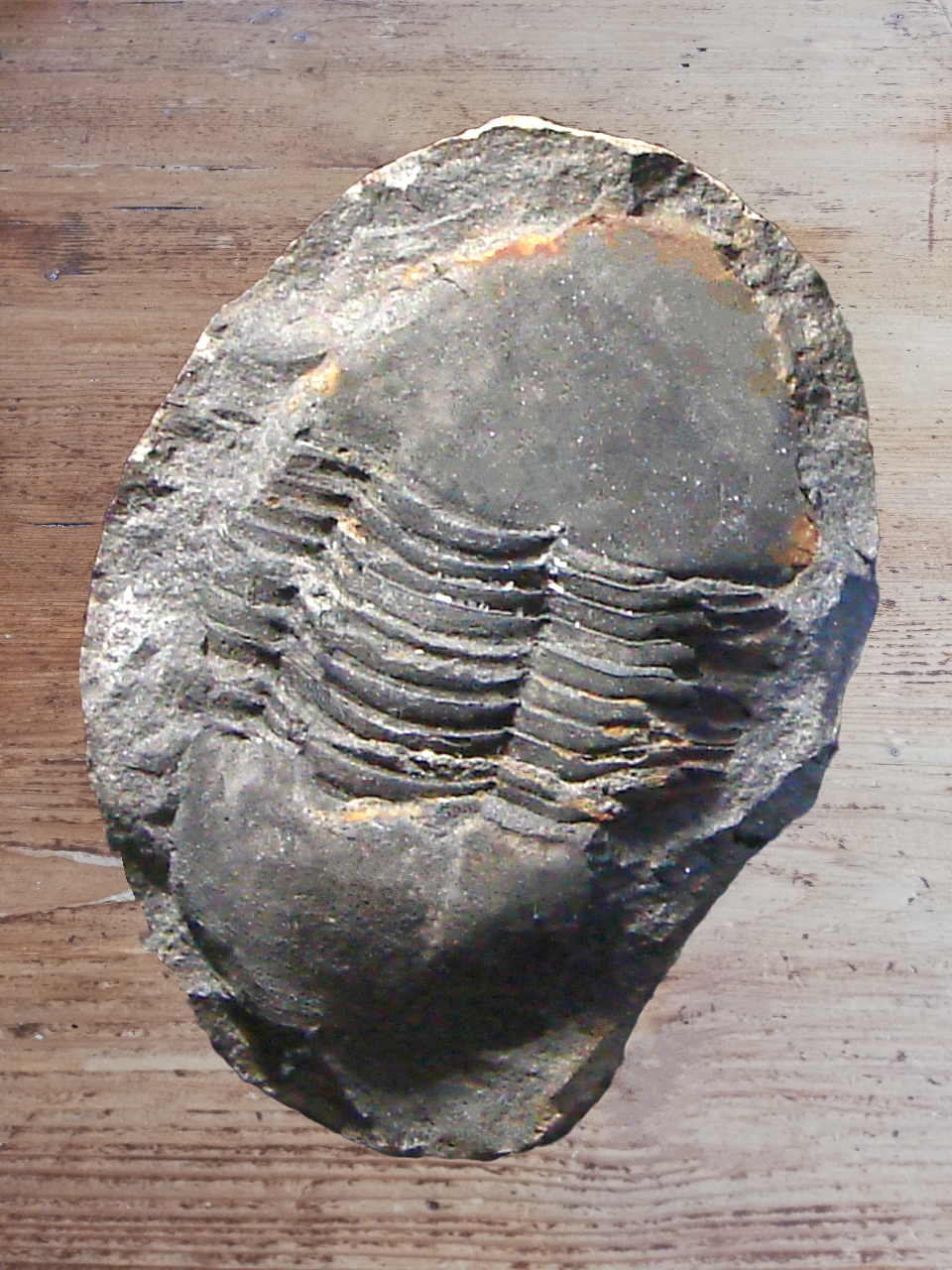
Trilobit Ectillaenus Katzeri uvnitř Rokycanské kuličky

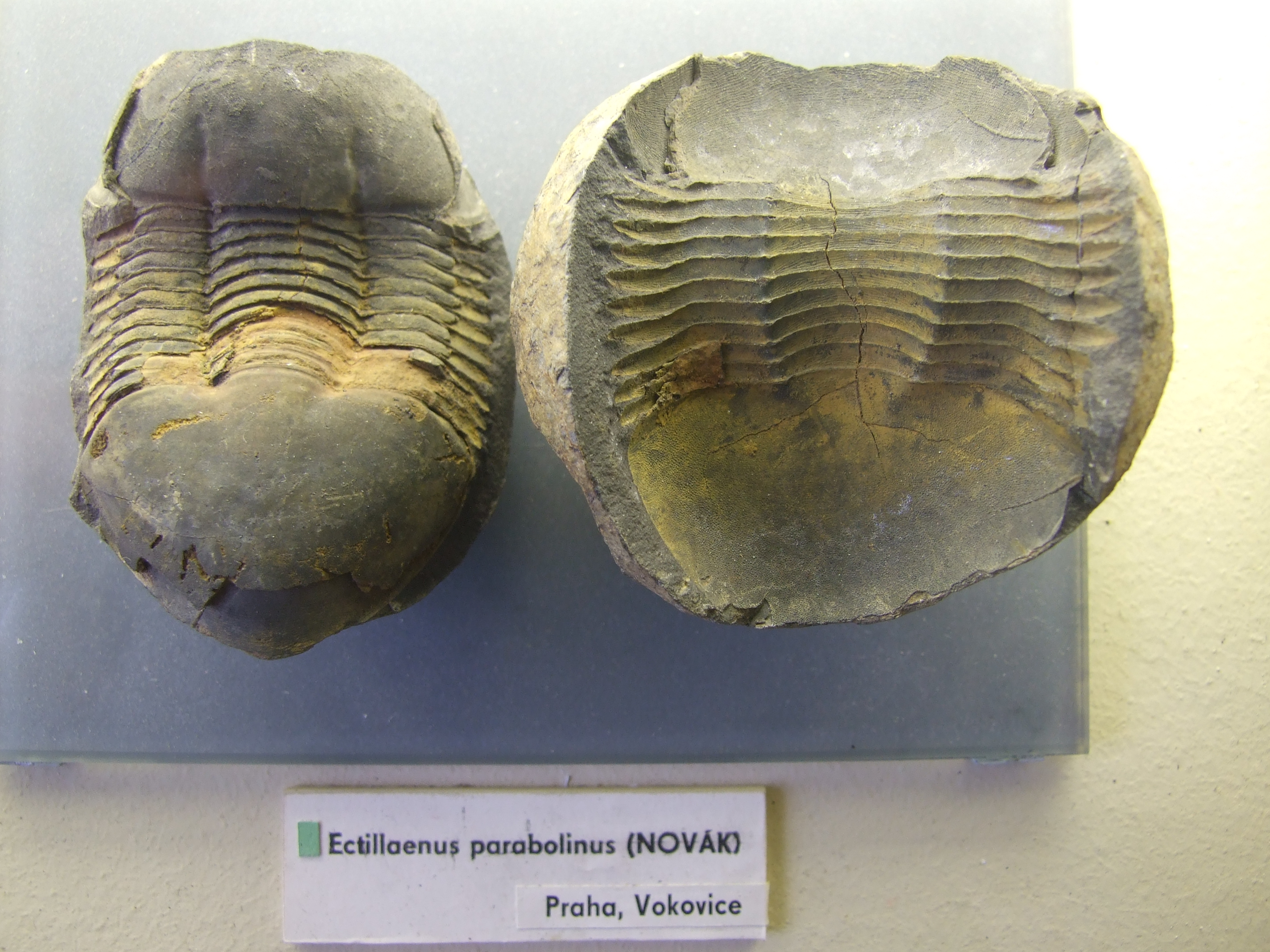
Trilobit druhu Ectillaenus parabolinus zachovaný v šárecké kuličce. (lokalita Praha–Vokovice)

Rokycanské (případně šárecké) kuličky jsou křemičité konkrece (nodule), které často obsahují zkameněliny a vyskytují se v barrandienu, převážně v okolí Rokycan, Mýta, pražské Šárky a Brandýsa nad Labem.

## Vznik
Tyto konkrece vznikly v prvohorách ve středním ordoviku (cca před 465 miliony let) vysrážením uhličitanů (karbonátů) většinou okolo organických zbytků. Pocházejí ze šáreckého a dobrotivského souvrství. Rokycanské kuličky se sbírají převážně na polích již od poloviny 19. století, kvůli jejich paleontologickému významu. Často totiž obsahují velmi dobře zachovalé fosílie prvohorních organismů, převážně trilobitů, plžů, mlžů, ramenonožců, ostnokožců a dalších.
Tyto konkrece se také staly terčem mnoha sběratelů zkamenělin, proto jsou některé významné lokality jejich výskytu chráněny před neodborným sběrem, aby nedošlo k jejich vyčerpání. Kuličky se sbírají hlavně na polích, na jaře a na podzim po orbě, kdy zemědělská technika naruší vrstvy hornin pod ornicí a konkrece se tak dostanou na povrch.

## Objev
Za objevitele kuliček je považován rokycanský učitel technologie Antonín Katzer, který v roce 1855 upozornil odborníky na velké naleziště křemenných konkrecí se zkamenělinami mezi Rokycany a Osekem (dnes NPP Vosek). Na jejich výzkumu se významně podíleli paleontologové Joachim Barrande, nebo Antonín Frič. A byl to František Hanuš, kdo shromáždil kolekci více než patnácti tisíc fosilií nacházejících se v těchto kuličkách.

## Lokality
- Národní přírodní památka Vosek
- Přírodní památka U hřbitova